# 2016 한국프로농구 플레이오프
2015-2016 KCC 프로 농구의 포스트시즌은 2016년 2월 25일부터 시작하여 2016년 3월 29일까지 진행되었다.

## 진출팀 소개
2016년 포스트시즌에 진출한 팀은 전주 KCC 이지스, 울산 모비스 피버스, 고양 오리온 오리온스, 안양 KGC인삼공사, 서울 삼성 썬더스, 원주 동부 프로미이다.
먼저, 전주 KCC 이지스는 2010-2011 시즌 이후 5년만에 플레이오프에 진출 했다. 특히 정규리그 우승은 1999-2000 시즌 이후 16년만이며, 대전 현대 걸리버스일 당시에 우승한 것이기 때문에 KCC라는 이름을 내걸고는 처음으로 우승을 하였다. 시즌 내내 중상위권을 유지하다 정규리그 막판 기적적인 12연승을 내달리며 극적으로 정규리그 우승을 차지하였다.
2위 울산 모비스 피버스는 2011-2012 시즌부터 5년 연속 포스트시즌 진출에 성공했다. 시즌 초반 8연승을 달리며 내내 선두권을 유지했으나, KCC에게 상대전적 열세로 승률이 같음에도 불구하고 정규리그를 2위로 마감하였다.
3위 고양 오리온 오리온스는 2012-2013 시즌부터 4년 연속 포스트시즌에 진출하였다. 시즌 중반 한때 1위를 하기도 하였으나 계속 2-3위를 오갔고 결국 정규리그 3위를 하며 4강 플레이오프 직행 티켓을 놓치고 말았다.
4위를 안양 KGC인삼공사는 2012-2013 시즌 이후 3년만에 플레이오프에 진출하였다. 시즌 내내 치열한 순위경쟁을 펼친 끝에 최총적으로 4위를 하였다.
5위 서울 삼성 썬더스는 2012-2013 시즌 이후 3년만의 플레이오프 진출이며, 특히 이상민감독 부임 이후 8위와 10위를 기록하며 지지부진 하던 팀 성적을 한껏 끌어올리는데 성공하였다. 다만 문태영과 리카르도 라틀리프를 영입하는 등 전력개선을 크게 한것에 비하면 다소 아쉬운 성적으로 볼 수 있다.
마지막으로 포스트시즌 티켓을 따낸 원주 동부 프로미는 2014-2015 시즌부터 2년 연속으로 플레이오프에 진출하였다. 시즌 초 상위권을 유지하였으나 김주성의 부상으로 인한 전력 약화를 이겨내지 못하고 중위권으로 밀린 이후 좀처럼 나아지지 못하고 결국 6위를 사수하는데에 그쳤다.

## 순위
| 성적 | 팀                     | 경기수 | 승 | 패 | 승률  | 승차 | 비고        |
| ---- | ---------------------- | ------ | -- | -- | ----- | ---- | ----------- |
| 1    | 전주 KCC 이지스        | 54     | 36 | 18 | 0.660 | 0    | 4강 PO 직행 |
| 2    | 울산 모비스 피버스     | 54     | 36 | 18 | 0.660 | 0    | 4강 PO 직행 |
| 3    | 고양 오리온 오리온스   | 54     | 32 | 22 | 0.604 | 4.0  | 6강 PO 진출 |
| 4    | 안양 KGC인삼공사       | 54     | 30 | 24 | 0.566 | 6.0  | 6강 PO 진출 |
| 5    | 서울 삼성 썬더스       | 54     | 29 | 25 | 0.547 | 7.0  | 6강 PO 진출 |
| 6    | 원주 동부 프로미       | 54     | 26 | 28 | 0.472 | 10.0 | 6강 PO 진출 |
| 7    | 부산 kt 소닉붐         | 54     | 23 | 31 | 0.415 | 13.0 | 진출실패    |
| 8    | 창원 LG 세이커스       | 54     | 21 | 33 | 0.396 | 15.0 | 진출실패    |
| 9    | 서울 SK 나이츠         | 54     | 20 | 34 | 0.358 | 16.0 | 진출실패    |
| 10   | 인천 전자랜드 엘리펀츠 | 54     | 17 | 37 | 0.321 | 19.0 | 진출실패    |

| 성적 | 팀                     | 경기수 | 승 | 패 | 승률  | 승차 | 비고            |
| ---- | ---------------------- | ------ | -- | -- | ----- | ---- | --------------- |
| 1    | 고양 오리온 오리온스   | 54     | 32 | 22 | 0.604 | 4.0  | 챔피언전 우승   |
| 2    | 전주 KCC 이지스        | 54     | 36 | 18 | 0.660 | 0    | 챔피언전 준우승 |
| 3    | 울산 모비스 피버스     | 54     | 36 | 18 | 0.660 | 0    | 4강 PO 진출     |
| 4    | 안양 KGC인삼공사       | 54     | 30 | 24 | 0.566 | 6.0  | 4강 PO 진출     |
| 5    | 서울 삼성 썬더스       | 54     | 29 | 25 | 0.547 | 7.0  | 6강 PO 진출     |
| 6    | 원주 동부 프로미       | 54     | 26 | 28 | 0.472 | 10.0 | 6강 PO 진출     |
| 7    | 부산 kt 소닉붐         | 54     | 23 | 31 | 0.415 | 13.0 | 진출실패        |
| 8    | 창원 LG 세이커스       | 54     | 21 | 33 | 0.396 | 15.0 | 진출실패        |
| 9    | 서울 SK 나이츠         | 54     | 20 | 34 | 0.358 | 16.0 | 진출실패        |
| 10   | 인천 전자랜드 엘리펀츠 | 54     | 17 | 37 | 0.321 | 19.0 | 진출실패        |

## 토너먼트표
|  | 6강 플레이오프 | 6강 플레이오프       | 6강 플레이오프 |  |  | 4강 플레이오프 | 4강 플레이오프       | 4강 플레이오프 |                      |   | 챔피언 결정전 | 챔피언 결정전   | 챔피언 결정전 |  |
|  |                |                      |                |  |  |                |                      |                |                      |   |               |                 |               |  |
|  | 4              | 안양 KGC인삼공사     | 3              |  |  |                |                      |                |                      |   |               |                 |               |  |
|  | 5              | 서울 삼성 썬더스     | 1              |  |  | 1              | 전주 KCC 이지스      | 3              |                      |   |               |                 |               |  |
|  |                |                      |                |  |  | 4              | 안양 KGC인삼공사     | 1              |                      |   |               |                 |               |  |
|  |                |                      |                |  |  |                |                      |                |                      |   | 1             | 전주 KCC 이지스 | 2             |  |
|  | 3              | 고양 오리온 오리온스 | 3              |  |  |                |                      | 3              | 고양 오리온 오리온스 | 4 |               |                 |               |  |
|  | 6              | 원주 동부 프로미     | 0              |  |  | 2              | 울산 모비스 피버스   | 0              |                      |   |               |                 |               |  |
|  |                |                      |                |  |  | 3              | 고양 오리온 오리온스 | 3              |                      |   |               |                 |               |  |

## 6강 플레이오프

### 1차전
| 2016년 2월 25일 안양 안양체육관 | 안양 KGC인삼공사 | 96 | 22 (1Q) 19 26 (2Q) 12 28 (3Q) 17 20 (4Q) 23 | 71 | 서울 삼성 썬더스 |

| 2016년 2월 26일 고양 고양체육관 | 고양 오리온 오리온스 | 104 | 35 (1Q) 21 26 (2Q) 29 22 (3Q) 18 21 (4Q) 10 | 78 | 원주 동부 프로미 |

### 2차전
| 2016년 2월 27일 안양 안양체육관 | 안양 KGC인삼공사 | 93 | 26 (1Q) 26 20 (2Q) 24 27 (3Q) 16 20 (4Q) 20 | 86 | 서울 삼성 썬더스 |

| 2016년 2월 28일 고양 고양체육관 | 고양 오리온 오리온스 | 84 | 23 (1Q) 21 25 (2Q) 17 16 (3Q) 19 20 (4Q) 19 | 76 | 원주 동부 프로미 |

### 3차전
| 2016년 2월 29일 서울 잠실실내체육관 | 서울 삼성 썬더스 | 92 | 21 (1Q) 20 23 (2Q) 17 20 (3Q) 22 28 (4Q) 29 | 88 | 안양 KGC인삼공사 |

| 2016년 3월 1일 원주 원주종합체육관 | 원주 동부 프로미 | 67 | 24 (1Q) 24 14 (2Q) 18 9 (3Q) 17 20 (4Q) 20 | 79 | 고양 오리온 오리온스 |

### 4차전
| 2016년 3월 2일 서울 잠실실내체육관 | 서울 삼성 썬더스 | 83 | 23 (1Q) 26 20 (2Q) 20 25 (3Q) 18 15 (4Q) 21 | 85 | 안양 KGC인삼공사 |

## 4강 플레이오프

### 1차전
| 2016년 3월 7일 전주 전주실내체육관 | 전주 KCC 이지스 | 80 | 22 (1Q) 12 17 (2Q) 17 15 (3Q) 14 26 (4Q) 15 | 58 | 안양 KGC인삼공사 |

| 2016년 3월 8일 울산 동천체육관 | 울산 모비스 피버스 | 68 | 14 (1Q) 13 19 (2Q) 19 18 (3Q) 20 17 (4Q) 17 | 69 | 고양 오리온 오리온스 |

### 2차전
| 2016년 3월 9일 전주 전주실내체육관 | 전주 KCC 이지스 | 99 | 32 (1Q) 22 23 (2Q) 19 24 (3Q) 25 20 (4Q) 22 | 88 | 안양 KGC인삼공사 |

| 2016년 3월 10일 울산 동천체육관 | 울산 모비스 피버스 | 59 | 18 (1Q) 15 10 (2Q) 14 12 (3Q) 17 19 (4Q) 16 | 62 | 고양 오리온 오리온스 |

### 3차전
| 2016년 3월 11일 안양 안양체육관 | 안양 KGC인삼공사 | 90 | 23 (1Q) 14 24 (2Q) 20 19 (3Q) 23 11 (4Q) 20 13 (연장) 9 | 86 | 전주 KCC 이지스 |

| 2016년 3월 12일 고양 고양체육관 | 고양 오리온 오리온스 | 76 | 15 (1Q) 11 15 (2Q) 14 26 (3Q) 18 20 (4Q) 16 | 59 | 울산 모비스 피버스 |

### 4차전
| 2016년 3월 13일 안양 안양체육관 | 안양 KGC인삼공사 | 92 | 17 (1Q) 30 27 (2Q) 35 25 (3Q) 28 23 (4Q) 20 | 113 | 전주 KCC 이지스 |

## 챔피언 결정전
2015-2016 KCC 프로 농구 챔피언 결정전은 2016년 3월 19일부터 2016년 3월 29일까지 진행되었다.
4강 플레이오프에서 안양 KGC인삼공사를 3승 1패로 물리치고 올라온 정규리그 1위 전주 KCC 이지스와 울산 모비스 피버스를 3전 전승으로 꺾고 올라온 정규리그 3위 고양 오리온 오리온스의 대결로 펼쳐졌다. 
전주 KCC 이지스로서는 2010-2011 시즌 이후 5년만의 우승에 도전하는 것이고 고양 오리온 오리온스는 2001-2002 시즌 이후 무려 14년만의 우승 도전이었다. 박빙의 승부 끝에 고양 오리온 오리온스가 4승 2패로 우승을 차지하였다. MVP는 이승현이 받았으며, 추일승 감독은 생애 첫 챔피언전 우승을 차지하였다.

### 1차전
| 2016년 3월 19일 전주 전주실내체육관 | 전주 KCC 이지스 | 82 | 7 (1Q) 16 19 (2Q) 18 28 (3Q) 25 28 (4Q) 17 | 76 | 고양 오리온 오리온스 |

### 2차전
| 2016년 3월 21일 전주 전주실내체육관 | 전주 KCC 이지스 | 71 | 23 (1Q) 32 20 (2Q) 16 13 (3Q) 25 15 (4Q) 26 | 99 | 고양 오리온 오리온스 |

### 3차전
| 2016년 3월 23일 고양 고양체육관 | 고양 오리온 오리온스 | 92 | 19 (1Q) 15 26 (2Q) 13 31 (3Q) 18 16 (4Q) 24 | 70 | 전주 KCC 이지스 |

### 4차전
| 2016년 3월 25일 고양 고양체육관 | 고양 오리온 오리온스 | 94 | 23 (1Q) 22 21 (2Q) 19 22 (3Q) 23 28 (4Q) 22 | 86 | 전주 KCC 이지스 |

### 5차전
| 2016년 3월 27일 전주 전주실내체육관 | 전주 KCC 이지스 | 94 | 31 (1Q) 19 24 (2Q) 18 15 (3Q) 31 24 (4Q) 20 | 88 | 고양 오리온 오리온스 |

### 6차전
| 2016년 3월 29일 고양 고양체육관 | 고양 오리온 오리온스 | 120 | 34 (1Q) 27 31 (2Q) 13 33 (3Q) 27 22 (4Q) 19 | 86 | 전주 KCC 이지스 |

| 2015-2016 프로농구 우승         |
| ------------------------------- |
| 고양 오리온 오리온스 2번째 우승 |